# Estación de Sevilla-Plaza de Armas
Sevilla-Plaza de Armas, conocida coloquialmente como la estación de Córdoba, fue una estación de ferrocarril de carácter terminal situada en la ciudad española de Sevilla, en la provincia homónima, que estuvo operativa entre 1901 y 1990. Llegó a disponer de importantes instalaciones ferroviarias. 
Construida originalmente por la compañía MZA e inaugurada a comienzos del siglo XX, Plaza de Armas llegó a ser una de las principales estaciones de esta compañía. Durante muchos años también fue una de las principales estaciones ferroviarias de Sevilla, siendo la terminal de los trenes procedentes de la Meseta, Córdoba, Huelva y Extremadura. Además del edificio de viajeros, de estilo neomudéjar, la estación constituía un complejo que disponía de instalaciones de mercancías y clasificación. Tras la nacionalización de la red ferroviaria, en 1941, las instalaciones se integraron en la red de RENFE.
Tras su clausura, el edificio fue rehabilitado y en la actualidad acoge un centro comercial y un café-teatro.

## Historia

### Orígenes y construcción
Ya en 1859, con la llegada del ferrocarril a Sevilla, se había inaugurado una primitiva estación en Plaza de Armas de la mano de la Compañía del Ferrocarril de Córdoba a Sevilla. Más adelante, la línea Córdoba-Sevilla se integraría en la red de MZA, que se hizo cargo de las instalaciones en la capital hispalense. En 1889 la MZA presentó un proyecto para construir unas nuevas instalaciones en Plaza de Armas, aunque la construcción se retrasaría varios años. En febrero de 1899 dieron comienzo las obras, bajo la dirección del ingeniero de la compañía Nicolás Suárez y Albizu. La estación sería inaugurada el 18 de marzo de 1901. El enlace desde Plaza de Armas con la estación de San Bernardo y la línea Sevilla-Cádiz —ambas propiedad de la compañía «Andaluces»— se realizaba a través de la estación de Empalme, situada en la zona de San Jerónimo. También tenía enlace con la línea Sevilla-Huelva, de la cual Plaza de Armas era estación cabecera.

### Etapa bajo RENFE
En 1941, tras la Guerra Civil y la nacionalización de la red ferroviaria de ancho ibérico, las instalaciones pasaron a ser titularidad de la empresa estatal RENFE junto a la conocida como «estación de Cádiz». Desde entonces, Plaza de Armas, al ser una estación en fondo de saco, pasó a ser destino de los trenes cuyo recorrido empezaba o terminaba en Sevilla, mientras San Bernardo se convirtió en la estación en la que paraban los trenes que pasaban por Sevilla. Durante muchos también acogió los servicios que enlazaban Sevilla con Gijón a través del eje ferroviario de la Ruta de la Plata. En 1982, se otorgó a RENFE  el premio Brunel, concedido por la Unión de Ferrocarriles Europeos, por las reformas llevadas a cabo en Plaza de Armas con motivo del mundial de fútbol de 1982.
El Plan de Enlaces Ferroviarios de Sevilla, de 1971, preveía la reorganización de la red férrea que existía en Sevilla y la supresión de varias estaciones —entre ellas, Plaza de Armas—. Esto no se materializaría hasta comienzos de la década de 1990, con las obras que se realizaron de cara a la Exposición Universal de 1992. Plaza de Armas se mantuvo en funcionamiento hasta el 29 de septiembre de 1990, fecha en la que partió el último tren con destino a Madrid, cerrando sus puertas al día siguiente. Desde entonces, el tráfico ferroviario principal de Sevilla se concentró en la estación de San Bernardo, situación que se mantuvo hasta la inauguración de la estación de Santa Justa en mayo de 1991. Por su parte, las vías del trazado San Jerónimo-Plaza de Armas se desmontaron para ampliar la calle Torneo. Tras la clausura, en un principio el antiguo recinto ferroviario quedó sin utilizar, hasta 1992. Durante la Expo'92 la estación fue utilizada como parte del llamado «Pabellón de Sevilla», el cual, si bien no tenía un pabellón propio en el interior de la muestra, sí contaba con una serie de edificios históricos usados como tal repartidos por la ciudad.

### Etapa post-ferroviaria
El edificio estuvo sin uso hasta que, en 1999, reabrió al público como centro comercial y de ocio que alberga varias salas de cine, locales de restauración y moda. Se llevaron a cabo una serie de reformas, conservándose el edificio prácticamente sin alteraciones importantes. Las reformas más llamativas fueron la nueva vidriera de acero y cristal, que cerraba la zona de andenes en el lado opuesto a la antigua vidriera y la construcción sobre la zona de andenes de módulos para comercios y restaurantes.

## Características

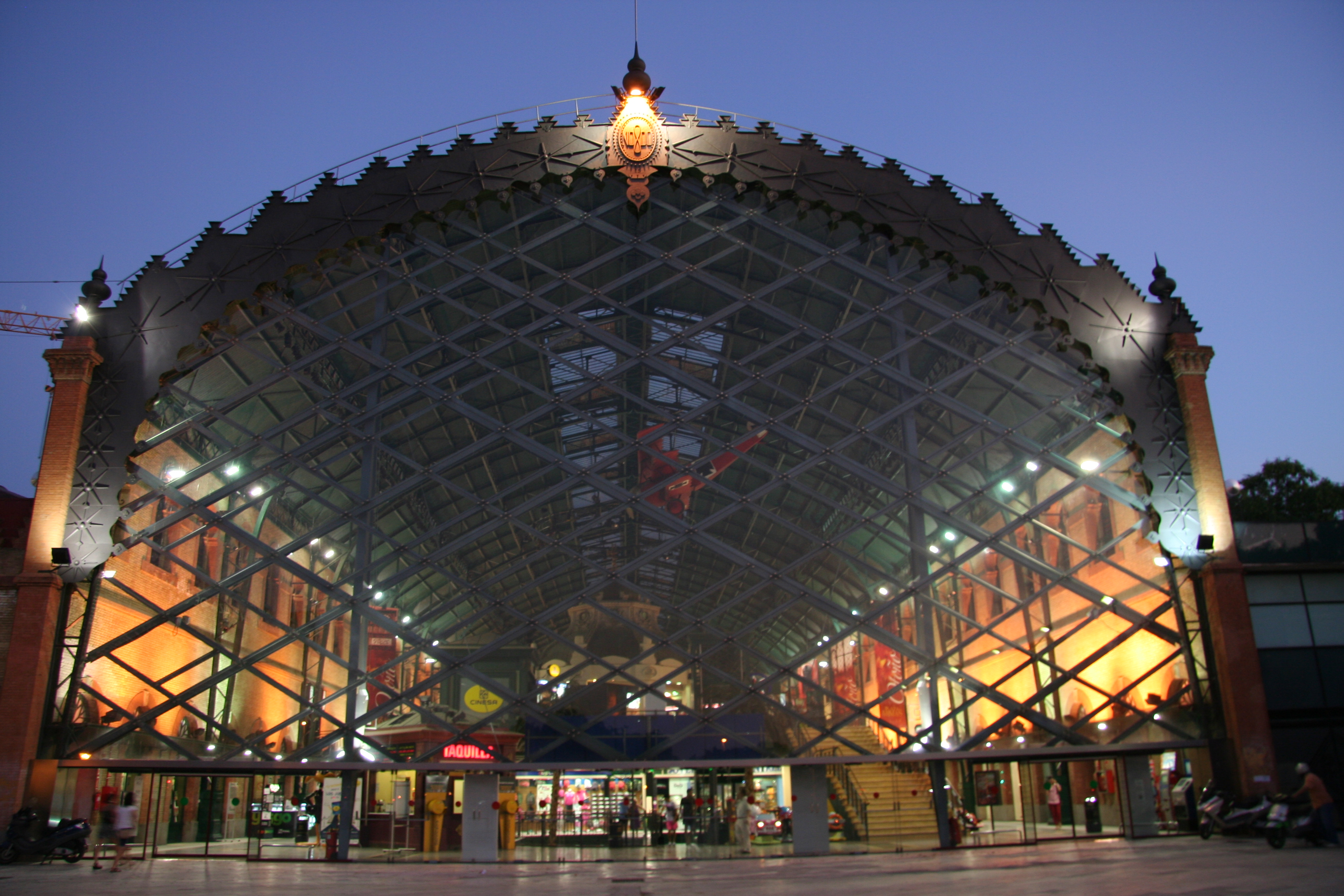
Imagen actual de la fachada posterior del centro comercial, que se sitúa en la antigua estación; se observa la cristalera nueva.

El proyecto de la estación fue obra del ingeniero José Santos Silva, si bien su ejecución recayó en Nicolás Suárez y Albizu —que era ingeniero de la MZA—. De estilo regionalista y neomudéjar, está inspirada en la Gran mezquita de Tánger y en el Patio de los Leones de la Alhambra de Granada, está dividido en 3 cuerpos. El central y más amplio está cerrado por uno de los lados con una gran vidriera de cristal y hierro formada por arcos polilobulados, mientras que la parte opuesta, quedaba abierta para el tránsito de los trenes, que partían de la estación en perpendicular a la entrada principal del edificio, siendo la estación de fondo de saco.
Además del edificio de viajeros, junto a la estación existían muelles y almacenes de mercancías, una amplia playa de vías para las labores de clasificación, varios enclavamientos mecánicos para las señales y los cambios de aguja, etc. A pesar de ser una estación importante, Sevilla-Plaza de Armas no disponía de instalaciones para el material motor. La compañía MZA estableció en la zona de Macarena-la Barqueta algunas instalaciones para atender dichas funciones, y en la década de 1920 construyó un amplio depósito de locomotoras —además de talleres, cocheras o instalaciones auxiliares—.